# Armadillidium cavernarum
Armadillidium cavernarum är en kräftdjursart som beskrevs av Albert Vandel 1957. Armadillidium cavernarum ingår i släktet Armadillidium och familjen klotgråsuggor. Inga underarter finns listade i Catalogue of Life.